# Khai Nguyên Thích giáo lục
Khai Nguyên Thích giáo lục (chữ Hán: 开元释教录) là một tập danh mục gồm 20 quyển về các kinh điển Phật giáo, được đại sư Trí Thăng đời Đường biên soạn vào năm Khai Nguyên thứ 18 (730). Nó còn được gọi là Khai Nguyên lục (开元录), Khai Nguyên mục lục (开元目录) và Trí Thăng lục (智昇錄). Đại Chính tân tu Đại tạng kinh xếp tập danh mục này vào tập thứ 55 trong tổng tạng.

## Ảnh hưởng
Trong số nhiều kinh điển Phật giáo hiện có, "Khai Nguyên Thích giáo lục" có nội dung chi tiết nhất. Đại tạng kinh của các triều đại Trung Quốc trước đây cũng chủ yếu dựa trên "Khai Nguyên Thích giáo lục" để thu thập và phân loại các tổng tạng.